# جمعية آفاق الديمقراطية (المغرب)
جمعية آفاق الديمقراطية هي منظمة غير حكومية وغير ربحية تأسست في عام 2008 على يد عدد من الطلاب المغاربة في فرنسا بهدف إقامة ملكية دستورية وبرلمانية في المغرب، وتحقيق الفصل بين السلطات التشريعية والتنفيذية والقضائية في البلاد، وترسيخ قاعدة قانونية تحترم الحريات وتعددية الهوية للمغاربة، وإقامة اقتصاد قوي وموحد يعزز النمو والتوظيف في البلاد، والحفاظ على البيئة في المغرب للأجيال القادمة.

## لمحة تاريخية
تأسست جمعية آفاق الديمقراطية في المغرب في عام 2008.

## الأنشطة
تُنظم جمعية آفاق الديمقراطية نقاشات عامة شهرية حول الشؤون الجارية، ولا سيما في العاصمة الفرنسية باريس، ولقد نظمت الجمعية بعد الخطاب الملكي الذي ألقي في 9 مارس عام 2011 مناظرة حضرها ما يزيد عن 70 شخصًا. وفي أكتوبر عام 2011، نشرت الجمعية تقريرًا تألف من 31 صفحة حول مشروع سكة حديد طنجة القنيطرة عالية السرعة. وخلال نفس الشهر، افتتحت جمعية آفاق الديمقراطية CAPDEMA مكتبا لها في العاصمة المغربية الرباط.

### الجامعة الصيفية
أنشأت جمعية آفاق الديمقراطية جامعة صيفية لها على النموذج الفرنسي بهدف دعم النقاش الوطني في وقت يمر فيه المغرب بفترة سياسية حاسمة. وقد أقيمت النسخة الأولى من هذه الجامعة الصيفية في الفترة ما بين 12 وحتى 14 يوليو عام 2011 في معهد الحسن الثاني للزراعة والبيطرة تحت شعار "التفكير في الديمقراطية بعد 20 فبراير"، والتي حضرها من الشخصيات العامة في المغرب كل من عالم الاقتصاد نجيب أقصبي، ولحسن الداودي، ومحمد بن سعيد آيت إيدر، ومعطي منجب، وعبد العالي حميد الدين، وغيرهم.
أقيمت النسخة التالية من الجامعة الصيفية التي تعقدها جمعية آفاق الديمقراطية في المغرب في الفترة من 13 إلى 15 يوليو عام 2012 في جامعة محمد الخامس - السويسي تحت شعار: "هل يمكن للحكومة أن تحقق التنمية؟". وانعقدت دورة عام 2013 من الجامعة الصيفية في الفترة من 28 إلى 30 يونيو عام 2013 في جامعة محمد الخامس - السويسي أيضًا تحت شعار: "أي مشاريع اجتماعية للمغرب؟"، وشهدت هذه الدورة مشاركة شخصيات مغربية عامة كان من أهمها أستاذ الفلسفة والكاتب المغربي أحمد عصيد، والكاتب والصحفي المغربي عبدالله الطورابي، والكاتب والصحفي المغربي إدريس كسيكس، والكاتب والسياسي المغربي محمد الساسي، وسيدريك بايلوق، ومراد العلمي، وغيرهم.
انعقدت الدورة الرابعة من الجامعة الصيفية التي تقيمها جمعية آفاق الديمقراطية في الفترة من 29 إلى 31 أغسطس 2014 في جامعة محمد الخامس - السويسي تحت شعار: "إعادة استملاك الهوية الوطنية كضرورة للبناء المدني"، وشارك فيها من الشخصيات العامة المغربية والعالمية كل من نبيل مولين، وزكريا راني، والمؤرخ الفرنسي فرانسوا جورجون، وبودوان دوبريه، وغيرهم.